# 1888 na Venezuela
Esta é uma cronologia dos principais fatos ocorridos no ano de 1888 na Venezuela.

## Eventos

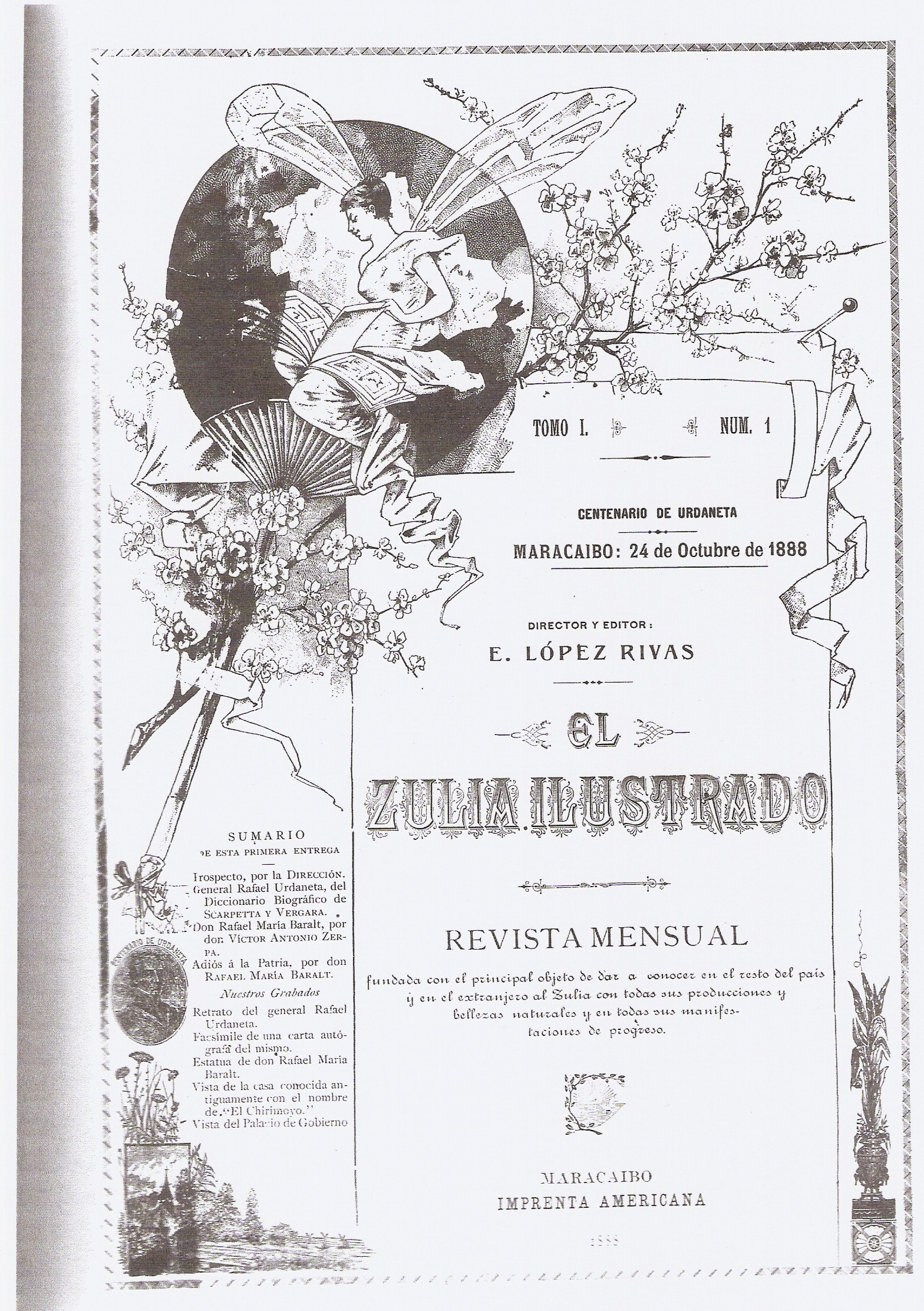
24 de outubro: Primeira edição do jornal El Zulia Ilustrado.

- 2 de janeiro – É publicada a primeira edição do jornal El Partido Liberal.
- 24 de outubro – Em Maracaibo, é publicada a primeira edição de El Zulia Ilustrado, criado por Eduardo López Rivas, sendo o primeiro jornal do país a exibir imagens fotográficas e fotogravura [en].

## Arte
- La caridad e Retrato ecuestre de Bolívar, de Arturo Michelena.
- Apunte para El Bautismo (esboço), Autorretrato en sillón, Cabeza de mujer, El bautizo, El violinista enfermo, Estudio para un apóstol, Interior, La primera y última comunión, Patio e Sin título (Mujer sentada de espaldas), de Cristóbal Rojas.

## Livros
- José Gil Fortoul: Julián.

## Personalidades

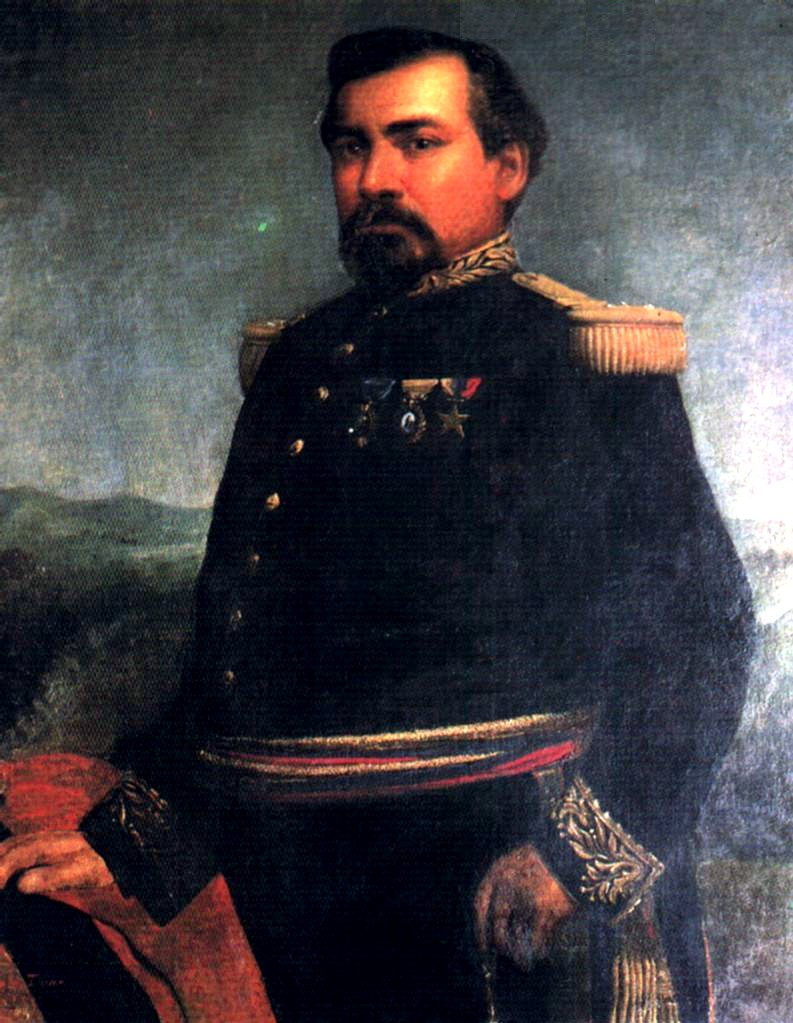
José Desiderio Trias

### Nascimentos
- 19 de março – Caracciolo Parra Pérez (m. 1964), historiador, diplomata, advogado, político e presidente interino.
- 22 de dezembro – Leoncio Martínez (m. 1941), humorista, jornalista, dramaturgo, caricaturista, poeta, publicista, dramaturgo, compositor e promotor cultural.[1]

### Mortes
- 17 de abril – Ramón Azpúrua (n. 1811), empresário e político.
- 13 de junho – José Desiderio Trías (n. 1792), militar e político.